# ニエーヴル県
ニエーヴル県 (ニエーヴルけん、Nièvre) は、フランスのブルゴーニュ＝フランシュ＝コンテ地域圏の県。県名はニエーヴル川 (Nièvre) に由来する。

## 歴史
フランス革命後の1790年3月4日、かつてのニヴェルネー州から分離して誕生した。

## 地理

ニエーヴル県の地図

ヨンヌ県、コート＝ドール県、ソーヌ＝エ＝ロワール県、アリエ県、シェール県、ロワレ県と接する。南西部のマルジとジムイユ近くで、アリエ川がロワール川に合流する。県西部を流れるロワール川はシェール県との県境となっている。東部はモルヴァン山地が県境となっている。

## 人口統計
| 1968年  | 1975年  | 1982年  | 1990年  | 1999年  | 2006年  | 2007年  |
| ------- | ------- | ------- | ------- | ------- | ------- | ------- |
| 247 702 | 245 212 | 239 635 | 233 278 | 225 198 | 222 218 | 221 486 |

出典:SPLAF et INSEE pour les années 2006 et 2007

## ギャラリー

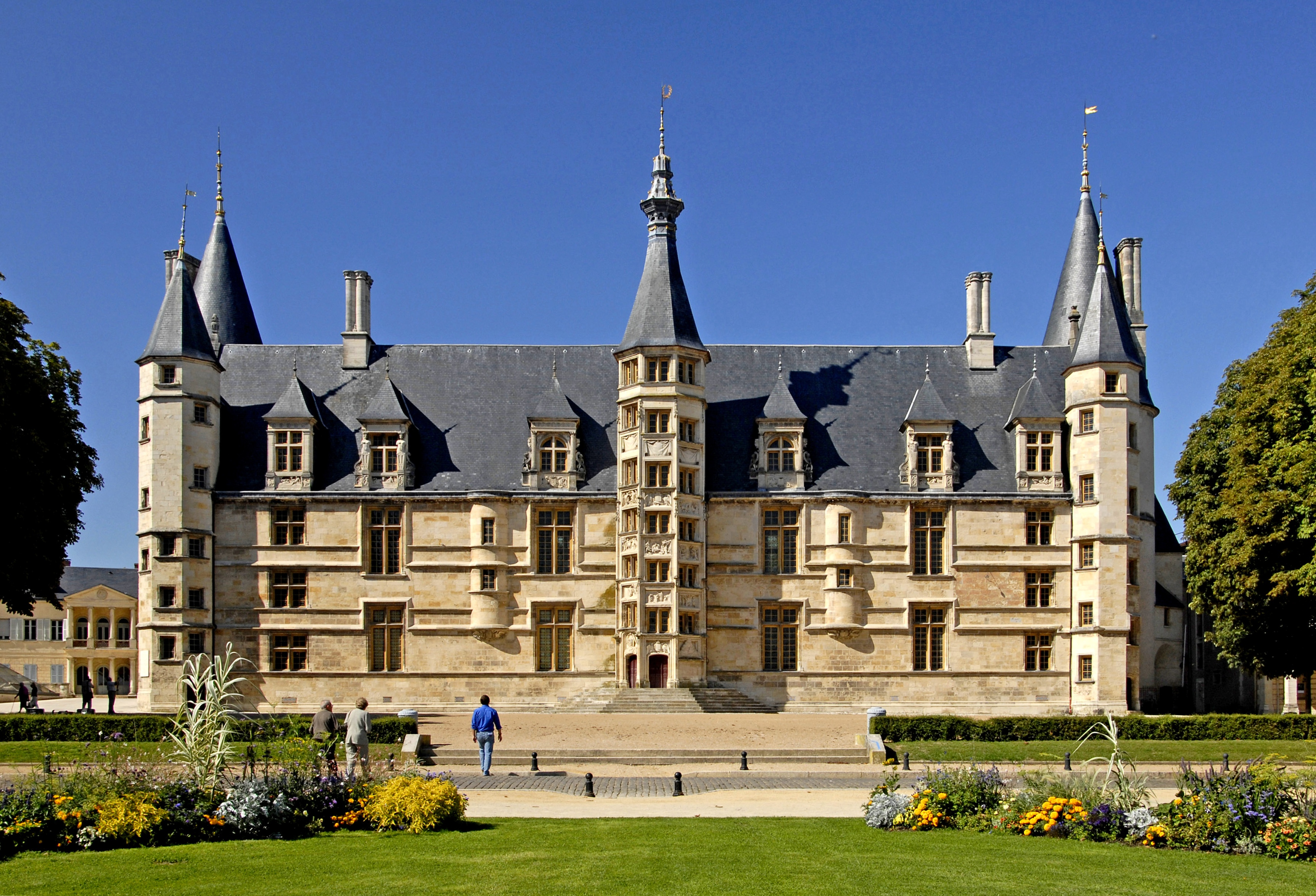
ヌヴェール公爵宮殿
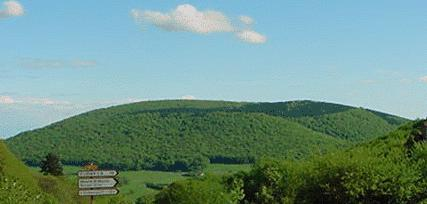
ボーヴレ山
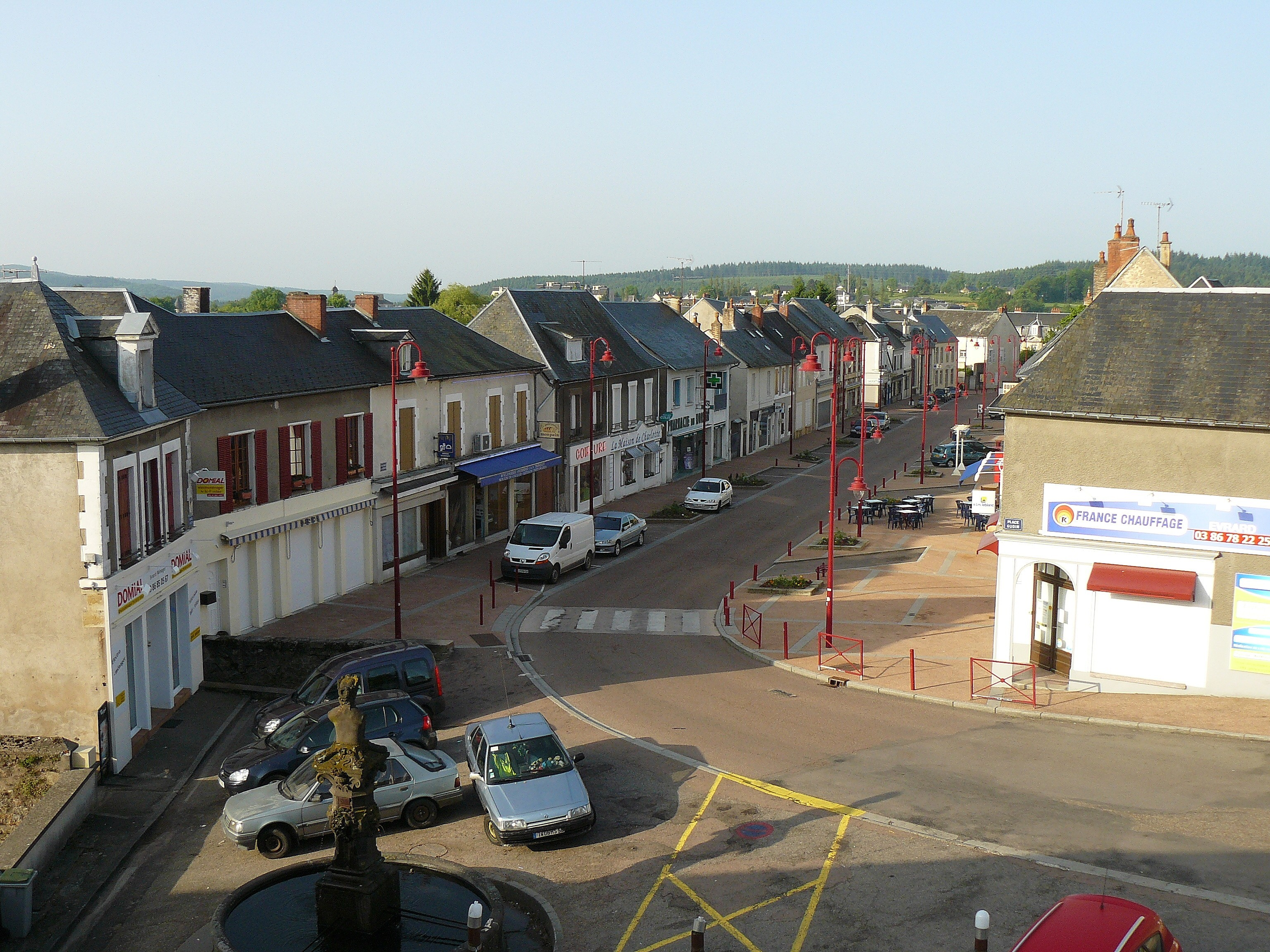
シャトー＝シノン
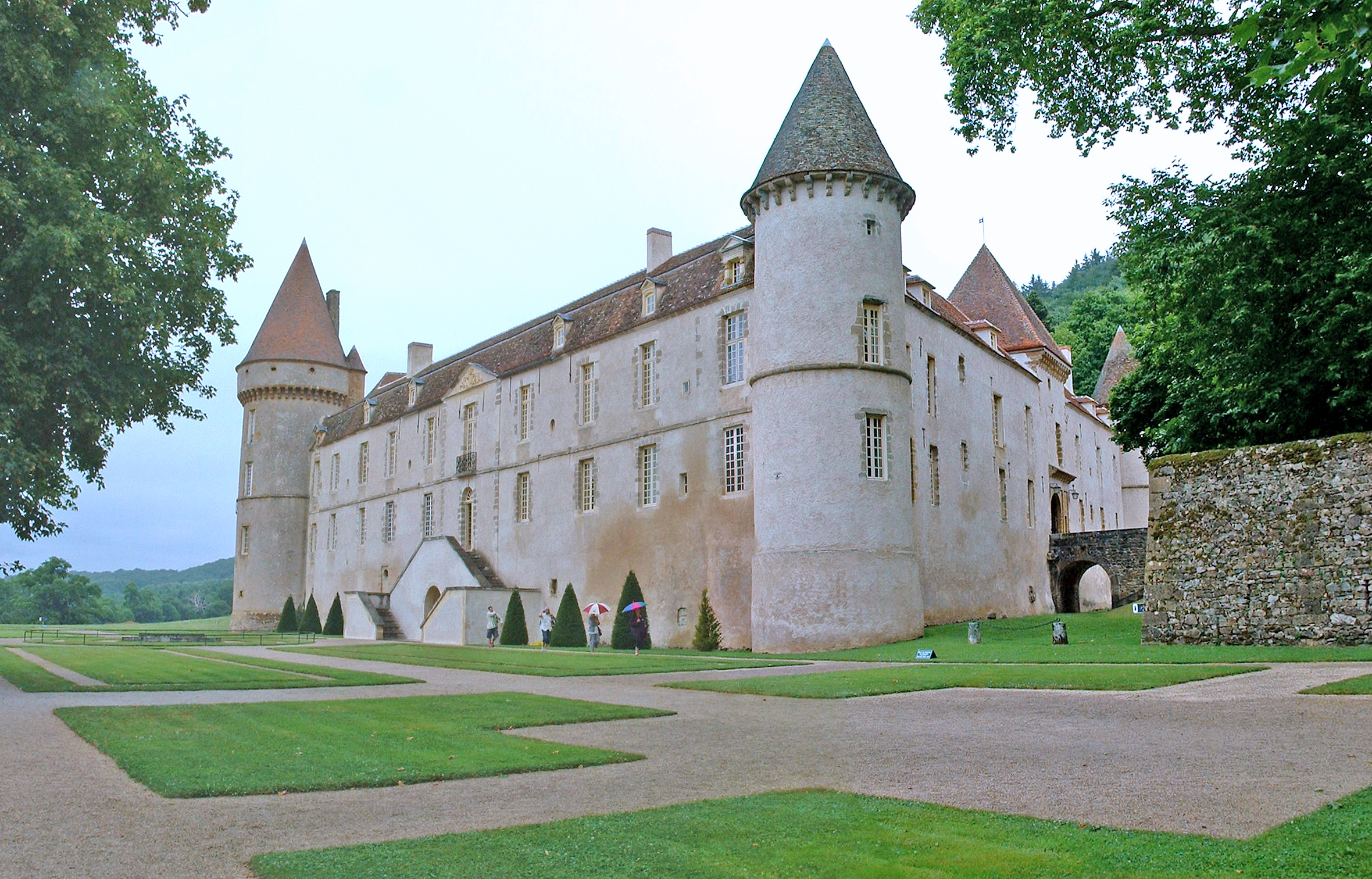
バゾシュ城

## 主な出身者
- ルイ・アントワーヌ・ド・サン＝ジュスト（フランス革命期の革命家）